# Yurei Deco
Yurei Deco (ユーレイデコ Yūreideko?) es una serie de televisión de anime japonesa original dirigida por Tomohisa Shimoyama, escrita por Dai Satō y animada por Science SARU. Se estrenó el 3 de julio de 2022.

## Sinopsis
La historia comienza cuando Berry, una chica promedio de un hogar promedio, conoce a Hack, una chica que parece un chico. Encantado por Hack, Berry se encuentra con el equipo que dirige Hack, el Club de Detectives Fantasmas. Los miembros de este club están "socialmente muertos" y trabajan de manera invisible dentro de la sociedad controlada digitalmente de la isla Tom Sawyer. Mientras trabaja con el grupo, Berry se entera de Phantom ZERO, una figura misteriosa que acecha en el subsuelo de Tom Sawyer.

## Personajes
Berry (ベリィ Beri?)
Voz por: Mira Kawakatsu
Hack (ハック Hakku?)
Voz por: Anna Nagase
Finn (フィン Fin?)
Voz por: Miyu Irino
Hank (ハンク Hanku?)
Voz por: Setsuji Satō
Madam 44 (マダム44 Madamu 44?)
Voz por: Sayuri Sadaoka
Smiley (スマイリー Sumairī?)
Voz por: Rie Kugimiya

## Producción y lanzamiento
La serie de anime con historia original está animada por Science Saru y dirigida por Tomohisa Shiroyama, con guiones de Dai Sato. Se estrenó el 3 de julio de 2022 en Tokyo MX, MBS y BS NTV . El tema de apertura es "1,000,000,000,000,000,000,000 LOVE" de Clammbon, y el tema de cierre es "Aimuin Love" de Hack'nBerry (Mira Kawakatsu y Anna Nagase). Crunchyroll ha obtenido la licencia de la serie. Medialink obtuvo la licencia de la serie en Asia-Pacífico.